# بیضا (الجزایر)
بیضا (به عربی: البیضاء)، یک شهرداری در الجزایر است که در استان الاغواط واقع شده‌است.